# لياندرو ألبانو
لياندرو ألبانو هو لاعب كرة قدم برتغالي، ولد في 26 مايو 1992 في لشبونة في البرتغال. لعب مع أتليتيكو كلوب دي برتغال ومافرا.

## وصلات خارجية
- لياندرو ألبانو على موقع قاعدة بيانات كرة القدم.إي يو (الإنجليزية)